# Білефельд
Бі́лефельд (ˈbiːləfɛlt д·і) — місто, культурний, індустріальний, релігійний і адміністративний центр округи Білефельд (землі Північний Рейн-Вестфалія, Німеччина). Розташований поблизу шляху, який прямував від Рейну до Ельби через гірське пасмо Тевтобурзький ліс. Білефельд має 320 тисяч мешканців.

## Історія заснування
Місто заснував граф фон Равенсберґ в 1214 році згідно з Мюнстерським правом. У XV столітті місто входило до Ганзейського союзу. Відоме, перш за все, як центр з виготовлення тканин з льону. Під час Тридцятилітньої війни Білефельд був під юрисдикцією тодішньої держави Бранденбурґів. У Другій світовій війні 1939—1945 Білефельд, що має пам'ятки середніх віків, був дуже пошкоджений, згодом відбудований в оригінальному стилі.
Табір переміщених осіб у Білефельді заснований восени 1945 і проіснував до січня 1950 (мешканців перевезено до міжнародного табору в м. Гекстер на Везері).

## Інфраструктура
У місті знаходиться відомий медичний центр реабілітації хворих із важкими формами психічних розладів із біблійною назвою Бефіль (або Бетель) — «Будинок Бога» (з івриту), особливо хворих на епілепсію. У Бефілі (нім. Bethel) живуть, навчаються і працюють 6000 хворих. З ними працюють 9600 співробітників. Численна мережа установ соціального спрямування визначає обличчя і сьогоднішнього Білефельда: це і дитячі притулки, і будинки для літніх людей, і численні центри відпочинку для всіх вікових груп. Засновник Бетелю — шоста дитина прусського міністра Ернста фон Бодельшвінга, Фрідріх фон Бодельшвінг, який 1866 року заснував у Білефельді притулок для інвалідів і тих, хто потребує допомоги. Виникло поселення з понад 4000 хворими й здоровими, які жили й працювали разом, як у великій родині.
Білефельд — розвинутий промисловий центр, світову популярність Білефельду здобули такі галузі промисловості, як харчова (найбільш відомий виробник Dr. Oetker), машинобудування, легка промисловість та інформаційні технології.
У 1969 році в Білефельді був побудований Університет, який нині є великим науково-дослідним центром Німеччини (17 458 студентів до початку зимового семестру 2009/2010). Білефельдський університет відомий своїм факультетом соціології, де свого часу викладали Ніклас Луман і Норберт Еліас.

## Географія
Розташоване неподалік від таких великих міст, як Ганновер (100 км, на північний схід), Оснабрюк (60 км, на північний захід), Мюнстер (70 км, на захід), Дортмунд (100 км на південний захід) і Падерборн (50 км, на південний схід), у Тевтобурзькому лісі. 18-те за кількістю мешканців місто Німеччини. Найвища точка міста — 320 м, а найнижча — 73 м. Населення міста близько 330 тис. осіб, місто розділене на 10 округів.
| Клімат Bielefeld      | Клімат Bielefeld | Клімат Bielefeld | Клімат Bielefeld | Клімат Bielefeld | Клімат Bielefeld | Клімат Bielefeld | Клімат Bielefeld | Клімат Bielefeld | Клімат Bielefeld | Клімат Bielefeld | Клімат Bielefeld | Клімат Bielefeld | Клімат Bielefeld |
| Показник              | Січ.             | Лют.             | Бер.             | Квіт.            | Трав.            | Черв.            | Лип.             | Серп.            | Вер.             | Жовт.            | Лист.            | Груд.            |                  |
| Середній максимум, °C | 5                | 6                | 10               | 14               | 19               | 22               | 24               | 24               | 19               | 14               | 9                | 5                |                  |
| Середній мінімум, °C  | 0                | 0                | 2                | 4                | 8                | 11               | 13               | 14               | 11               | 7                | 3                | 0                |                  |
| Норма опадів, мм      | 35.3             | 35.5             | 38.9             | 35.4             | 57.2             | 36.2             | 47.4             | 41.9             | 42.0             | 31.6             | 36.7             | 44.9             |                  |
| --------------------- | ---------------- | ---------------- | ---------------- | ---------------- | ---------------- | ---------------- | ---------------- | ---------------- | ---------------- | ---------------- | ---------------- | ---------------- | ---------------- |

## Транспорт
Два великі автобани, A2 і A33, перетинаються на південному сході Білефельда. Автострада Ostwestfalendamm сполучає дві частини міста, природно розділену Тевтобурзьким лісом. Станція Білефельд, розташована на залізниці Гамм-Мінден, що є частиною Німецької високошвидкісної залізничної системи ICE. Головною станцією міжміських автобусних перевезень є станція Бракведе.
У місті є невелике летовище, проте зазвичай населення та туристи користуються аеропортами Падеборн/Ліппштадт, Мюнстер/Оснабрюк та Ганновер.
Основу громадського транспорту міста складає мережа Білефельдського штадтбану, що має чотири лінії.

## Українська громада у Білефельді

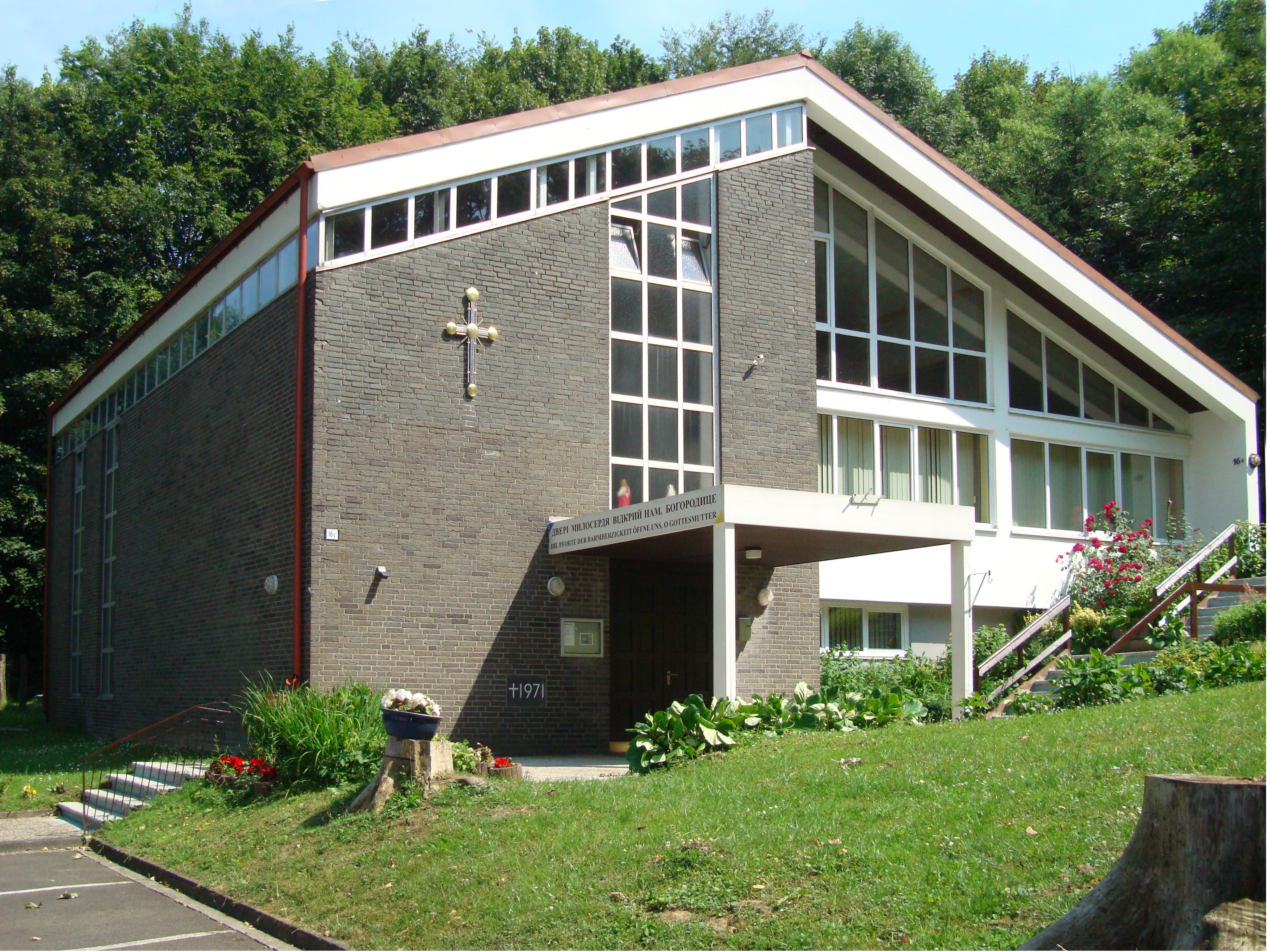
Українська греко-католицька церква у Білефельді

Після Другої світової війни в Білефельді жили понад 900 українців у трьох приміщеннях, головним чином у школі Дістервеґшуле. Деякі з них проживали окремо у ближніх селах. Табір Білефельд підлягав британській військовій команді міста. Окрім народної школи й гімназії, там діяло сім фахових курсів, два хори, драматичний гурток, бібліотека, чотири громадські організації, серед них медична служба під керівництвом Г. Францівної та дві парафії — православна (настоятель отець Д. Остапчук) і католицька (приїжджий настоятель студит отець Й. Петерс). 1947—1950 у Білефельді перебував святоюрський канонік отець Леонід Лужницький. Релігійні громади користувалися однією церквою й відправляли спільні молебні та панахиди, відзначаючи ювілеї національних героїв та історичних подій. У таборі діяли українська 7-річна школа, директором якої був М. Смик (псевдонім Сахно), пізніше головний редактор газети «Українські вісті» в Детройті (США). У таборі проживали й діяли видатні українці, серед них — член гетьманського проводу доктор Борис Гомзин, сотник УНР І. Наталенко, сотник УГА І. Рудницький, В. Несторович, видатний економіст і публіцист, автор роману-репортажу «Серця і буревії» (1965). Місцеве представництво української еміграції продовжувало свою діяльність і після ліквідації таборів. Кілька десятків українських родин були направлені до німецької економії, а інших перевезли до табору у Гекстер.

## Білефельдська змова
У Німеччині досить популярною є жартівлива теорія змови, відповідно до якої місто Білефельд насправді не існує, але хтось, з певних причин, змушує людей думати що це не так. Відповідно до цієї теорії, всі дані, які вказують на існування міста, вважаються частиною всесвітнього заговору.
Людям, які не вірять в теорію, ставлять три запитання:
1. Чи знаєте ви когось із Білефельда?
2. Чи були ви колись у Білефельді?
3. Чи знаєте ви когось, хто побував у Білефельді?

Очікується, що більшість людей відповість «ні» на всі три запитання, що і вважається основним доказом теорії. Якщо хтось все ж відповідає «так» хоч на одне з питань, то про нього кажуть що він бере участь у змові, йому набрехали або промили мізки.

## Бургомістри Білефельда з 1780 року
- 1780—1812: Флоренс Консбрух
- 1812—1817: Конрад Вільгельм Делиус
- 1817—1831: Ернст Фрідріх Делиус
- 1831—1834: Адам Юнкерман
- 1835—1853: Фрідріх Вільгельм Едуард Кернер
- 1853—1857: Фрідріх Кларі Крон
- 1857—1881: Людвіг Хубер
- 1881—1910: Герхард Буннеман
- 1910—1932: Рудолф Штапенхорст
- 1932—1934: Паул Пріс
- 1934—1945: Фрідріх Будді (НСДАП)
- 1945—1946: Йозеф Ністру
- 1946—1952: Артур Ладебек (СДПН)
- 1952—1954: Герман Колхазе (ВДП)
- 1954—1961: Артур Ладебек (СДПН)
- 1961—1962: Рудолф Нірхоф (ХДС)
- 1963—1975: Герберт Гіннендаль (СДПН)
- 1975—1989: Клаус Швікерт (СДПН)
- 1989—1994: Еберхард Давид (ХДС)
- 1994—1999: Ангеліка Допхейде (СДПН)
- 1999—2009: Еберхард Давид (ХДС)
- 2009 -: Піт Клаусен (СДПН)

## Персоналії
- Фрідріх Вільгельм Мурнау (1888—1931) — німецький кінорежисер періоду німого кіно.